# Hassan Nour-el-Din Aman
Hassan Nour-el-Din Aman (arabisch نور الدين أمان حسن, * 7. Mai 1943 in Kairo, Ägypten) ist ein ehemaliger ägyptisch-tschadischer Boxer.

## Karriere
Hassan Nour-el-Din Aman trat bei den Olympischen Sommerspielen 1968 in Mexiko-Stadt für Ägypten an. Im Halbschwergewicht verlor er gegen Jürgen Schlegel aus der DDR.
Bei den Olympischen Sommerspielen 1972 in München startete Hassan Nour-el-Din Aman für den Tschad. Im Halbschwergewicht kämpfte er in der ersten Runde gegen den Jugoslawen Mate Parlov. In der zweiten Runde verlor er gegen den späteren Olympiasieger Mate Parlov.